# 李廷龍 (嘉靖進士)
李廷龍（？—？），字德化，號麓南，湖廣長沙府湘陰縣人，軍籍，明朝政治人物。

## 生平
嘉靖三十一年（1552年）壬子科湖廣鄉試第三十六名舉人。嘉靖三十二年（1553年）中式癸丑科會試第一百七十三名，三甲第一百二十九名進士。刑部观政，授直隶徽州府推官，三十六年八月考选，授河南道試御史，三十七年二月實授，三十八年巡按南直隶，又两淮巡盐，四十年巡按福建，四十四年巡按四川。隆慶元年（1567年）正月升河南按察司信陽兵备副使。
萬曆二年（1574年）正月以举荐，起补陕西副使，九月升河南右参政，四年六月升江西按察使。

## 家族
曾祖李晟；祖父李道明，州判；父李鵬，母蘇氏。兄廷佐。